# Фен (вітер)

Механізм утворення фену

Фен (нім. Föhn, фр. fœhn, від лат. favonius — «теплий західний вітер») — сильний, поривчастий, теплий і сухий місцевий вітер, що дме з гір у долини. Він виникає, коли повітряні маси перевалюють через гори й з великою швидкістю скочуються в долини.

## Загальний опис
Повітряний потік, зустрічаючи на своєму шляху гірський хребет, піднімається його схилами і, потрапляючи в умови все нижчих тиску і температури, охолоджується. Коли повітря досягає рівня, на якому воно охолоджується настільки, що починається конденсація водяної пари, то утворюються хмари, а потім і опади. Піднімаючись вгору, вологе повітря внаслідок розширення охолоджується приблизно на пів градуса на кожні 100 м підняття. Залишивши вологу на схилах, повітря досягає вершини гори вже майже сухим. Коли ж сухе повітря опускається з гори, то його нагрівання внаслідок стискання відбувається інтенсивніше (на 1° на кожні 100 м), ніж охолоджування при підійманні. Отож, переваливши через гори, повітря не лише втратило на навітряних схилах вологу, а ще й нагрілося до температури, вищої за ту, яку воно мало до переміщення через гори. Це і є причиною того, що з гір дме дуже теплий сухий вітер — фен. Вологість повітря може бути такою низькою, що вона впливає на самопочуття людини, спричиняючи в неї надмірне роздратування. Отож на тому боці гори, де повітряні маси підіймаються по схилах угору, випадають рясні дощі. Однак оскільки за типово фенової погоди повітряні маси дуже теплі і в процесі підіймання досягають висоти приблизно 8 км, то за один-два дні через гори переноситься з феном така кількість льодових хмар, що й на протилежному боці гори випадають опади. Отож фен завжди є провісником настання дощової погоди.
Особливо часто фени дмуть на північній окраїні Альп або ж в їх передгір'ях. Поблизу Інсбрука фен часто називають ще турецьким вітром. Вітри типу фену трапляються і в інших місцях земної кулі: над південним заходом Чорного моря, в Кутаїсі, Ташкенті, Гренландії, Китаї, Японії тощо. На півдні Туркменістану гарячий вітер типу фену називають гармсіль. У Скелястих горах Америки індіанці називають цей вітер чинук — «пожирач снігу», тому що навесні, звалюючись з гір, чинук зумовлює випаровування снігу, роблячи сухою землю і траву. У південній Каліфорнії сухий теплий вітер називають Санта-Анна.